# Vignoc
Vignoc é uma comuna francesa na região administrativa da Bretanha, no departamento Ille-et-Vilaine. Estende-se por uma área de 14,08 km². Em 2010 a comuna tinha 1 974 habitantes (densidade: 140,2 hab./km²).